# Fulk of Sandford
Fulk of Sandford (auch Fulk Basset) (* vor 1225; † vor Juni 1271) war ein Erzbischof des irischen Erzbistums Dublin.

## Herkunft
Fulk of Sandford entstammte der englischen Adelsfamilie Basset. Seine genaue Herkunft ist jedoch ungeklärt. Er war ein Neffe von Sir Philip Basset, vermutlich war er entweder ein illegitimer Sohn von Fulk Basset, dem Bischof von London oder von dessen Bruder Gilbert Basset. In der Regel wird er jedoch Fulk of Sandford genannt, diesen Beinamen trug auch sein Bruder John.

## Geistliche Karriere
1244 wurde Fulk von Bischof Fulk Basset zum Archidiakon von Middlesex ernannt. Für dieses Amt musste er nach kanonischem Recht mindestens 19 Jahre alt gewesen sein, weshalb er vermutlich vor 1225 geboren wurde. Daneben hielt er eine Pfründe an der St Paul’s Cathedral in London, deren Schatzmeister er spätestens 1252 wurde. 1256 weilte Fulk an der päpstlichen Kurie in Rom. Dort lehnte Papst Alexander IV. die Wahl von Ralph de Norwich zum neuen Erzbischof von Dublin ab, der von zwei Kathedralkapiteln gewählt worden war. Stattdessen bestimmte der Papst am 19. Juli 1256 Fulk zum neuen Erzbischof. Im Gegensatz zu seinen Amtsvorgängern, die ihre Ernennung den englischen Königen zu verdanken hatten, wurde Fulk damit durch den Einfluss des Papstes Erzbischof von Dublin.

## Tätigkeit als Erzbischof von Dublin

### Reform der irischen Geistlichkeit
Mit der Annahme seines neuen Amtes gab Fulk seine bisherigen Ämter in England auf. Ende Oktober oder Anfang November 1256 traf Fulk in Dublin ein, wo er vermutlich kurz danach zum Erzbischof geweiht wurde. Fulk erwies sich aktiver Geistlicher, der seine Aufgaben ernst nahm. Seine erste Maßnahme als Maßnahme war eine Visitation der Kirchenprovinz Dublin. Dies war möglicherweise die erste Visitation, die ein Erzbischof unternahm, denn sie führte zu einer Flut von Beschwerden und Prozessen. Im Gegensatz zu seinen englischen Amtsvorgängern, die nur gelegentlich in Dublin anwesend gewesen waren, widmete sich Fulk völlig seinem geistlichen Amt. Dabei erwies er sich als streitbarer Geistlicher, der weiterhin gute Beziehungen zur päpstlichen Kurie beibehielt und die Interessen der römischen Kirche gegenüber der irischen Kirche vertrat, die noch stark von der iroschottischen Kirche geprägt war. Vermutlich wurden während seiner Amtszeit der Großteil der Regeln und Diözesanstatuten für das Erzbistum erlassen, mit denen er die niederen Geistlichen unterrichten und so das Niveau der Seelsorge den allgemeinen Standards der römischen Kirche angleichen wollte. Fulk erkannte rasch, dass er sich mit seiner strengen Amtsausübung viele Feinde machte. Er bat deshalb Papst Alexander IV., dass er sich einen Beichtvater wählen dürfe, der ihm auch für eine möglicherweise verhängte Exkommunikation die Absolution erteilen dürfe. Dieses Privileg wurde Fulk im Juli 1257 gewährt.

### Konflikte mit den englischen Beamten in Dublin
1259 musste Fulk nach Rom zurückkehren, wo er einen Prozess mit den Mönchen des Zisterzienserklosters Baltinglass führte, die sich gegen seine Visitation wehrten. In Rom beschwerte sich Fulk auch über die englischen Beamten, besonders über William Dean, den königlichen Justiciar of Ireland, die seine geistliche Arbeit beeinträchtigen würden. Alexander IV. wandte sich daraufhin an die irische Geistlichkeit und forderte sie auf, die Rechte des Erzbischofs von Dublin zu verteidigen. Alexanders Nachfolger Urban IV. wandte sich im November 1261 an den englischen König Heinrich III. und an den Thronfolger Lord Eduard, wobei er die Beschwerden von Fulk wiederholte. Dazu wandte sich der Papst an andere irische Bischöfe und bat sie, zugunsten von Fulk einzugreifen. Dennoch kam es auch weiterhin zu Streitigkeiten zwischen Fulk und den königlichen Beamten in Dublin, worauf es zu weiteren Beschwerden des Papstes kam. 
Trotz seines gespannten Verhältnisses zu den englischen Beamten wurde Fulk 1265 von der englischen Regierung gebeten, nach der Gefangennahme des damaligen Justiciars Ralph de la Rochelle durch irische Barone die Leitung der Verwaltung von Irland zu übernehmen. Er übernahm diese Aufgabe wohl tatsächlich für kurze Zeit, doch dies war das einzige weltliche Amt, das er in Irland übernahm.

### Streit mit der Stadt Dublin
Kurz darauf wurde Fulk in einen ernsthaften Streit mit dem Bürgermeister und den Bürgern von Dublin verwickelt, die sich über die Höhe ihrer Abgaben an den Erzbischof beschwerten. Dazu forderten die Bürger, dass die Zuständigkeit des Erzbischofs in geistlichen Angelegenheiten für Dublin beschränkt werden solle. Daraufhin exkommunizierte Fulk 1266 den Bürgermeister sowie die Bürger, verhängte das Interdikt über die Stadt und reiste nach London, um den Fall mit dem päpstlichen Legaten Ottobono zu besprechen. Der Legat unterstützte Fulks Haltung und bestätigte den Bannspruch. Vermutlich wurde das Interdikt aufgehoben, als im November 1267 von John of Sandford, dem Anwalt und Bruder Fulks, sowie den Bürgern eine Vereinbarung geschlossen wurde, in der eine Reihe von Streitfragen beigelegt wurde. Unter anderem wurde dabei das Recht des Erzbischofs eingeschränkt, den Bürgern eine öffentliche Buße aufzuerlegen, was eine der Hauptforderungen der Bürger gewesen war. 
Fulk hatte vermutlich vor seiner Wahl zum Erzbischof während seines langen Aufenthalts bei der Kurie in Rom oder für seine erneute Reise nach Rom 1259 erhebliche Schulden gemacht. Für die Rückzahlung der Kredite musste er Besitzungen des Erzbistums verpachten oder gar verkaufen, noch 1266 zahlte er einem italienischen Kaufmann £ 100, einem weiteren 550 Mark.

### Letzte Jahre und Tod
Nach April 1267 unternahm Fulk eine Wallfahrt nach Santiago de Compostela. Während seiner Abwesenheit vertrat ihn John of Sandfort. Spätestens im August 1270 war Fulk wieder in Irland. Er starb vermutlich Anfang 1271, spätestens vor Juni 1271 und wurde in der St Patrick’s Cathedral in Dublin begraben. In der Kathedrale befindet sich ein Grabdenkmal aus dem späten 13. Jahrhundert, das entweder für Fulk oder für seinen Bruder John geschaffen wurde, der von 1286 bis 1294 ebenfalls Erzbischof von Dublin war. 